# Plurien
Pour l’article ayant un titre homophone, voir Plus rien.
Plurien [plyʁjɛ̃] est une commune du département des Côtes-d'Armor, dans la région Bretagne, en France.

## Géographie

### Localisation
La commune est située à 39 km au nord-ouest de Dinan.

### Communes limitrophes
|             | Côte de Penthiève | Fréhel   |
| Erquy       | Plurien           |          |
| La Bouillie | Hénanbihen        | Matignon |

### Lieux-dits et écarts
- Nombreux lieux-dits dont la Ville Tanvez, les Tertres Charbonnet, Sables d'Or les Pins.

### Hydrographie
Pour un article plus général, voir Réseau hydrographique des Côtes-d'Armor.
La commune est située dans le bassin Loire-Bretagne. Elle est drainée par le Frémur, l'Islet et le Léhen,,.
Le Frémur, d'une longueur de 19 km, prend sa source dans la commune de Quintenic et se jette  dans la Manche en limite de Fréhel et de Pléboulle. 

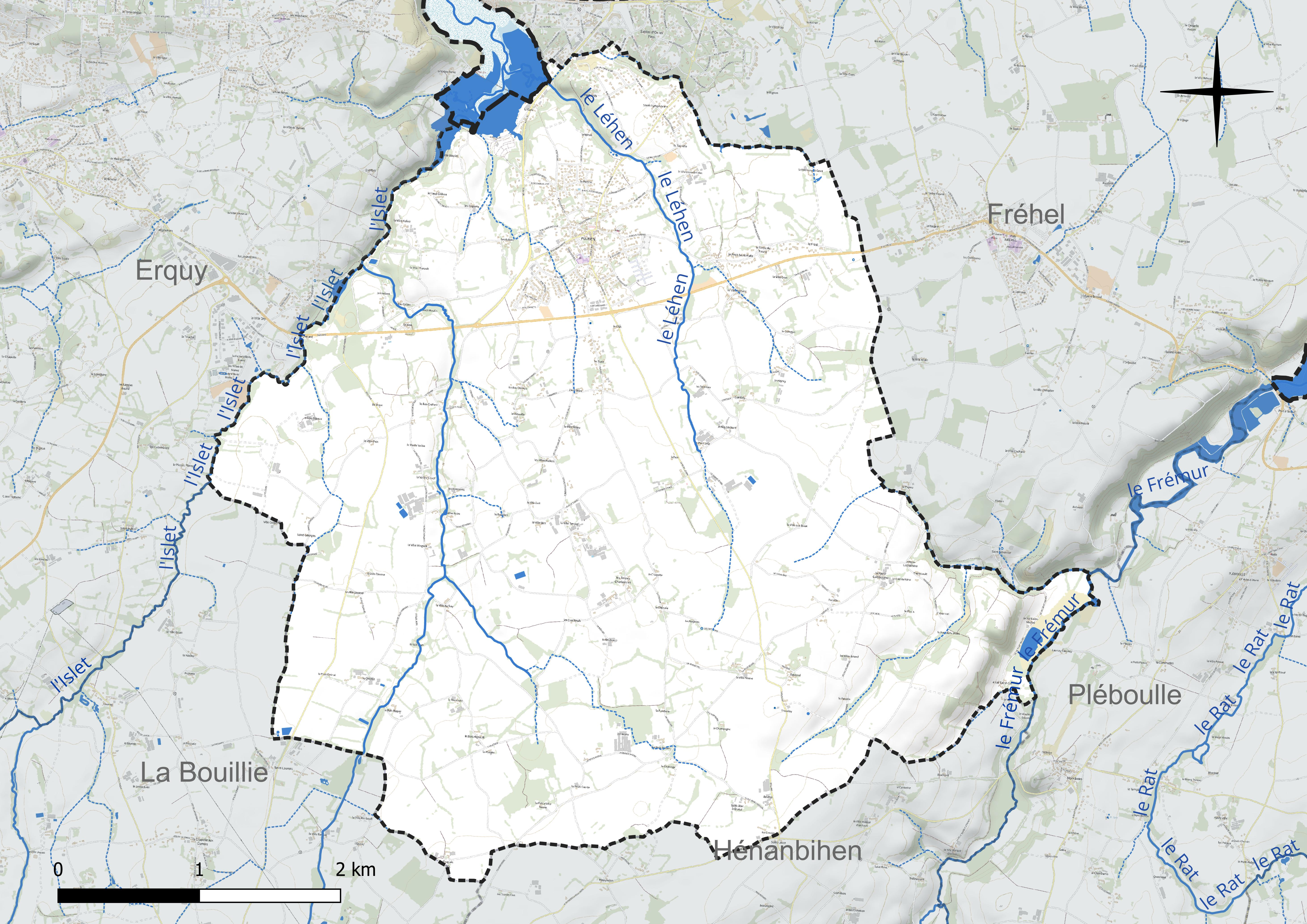
Réseau hydrographique de Plurien.

### Climat
Pour des articles plus généraux, voir Climat de la Bretagne et Climat des Côtes-d'Armor.
En 2010, le climat de la commune est de type climat océanique franc, selon une étude du CNRS s'appuyant sur une série de données couvrant la période 1971-2000. En 2020, Météo-France publie une typologie des climats de la France métropolitaine dans laquelle la commune est exposée à un climat océanique et est dans la région climatique  Finistère nord, caractérisée par une pluviométrie élevée, des températures douces en hiver (6 °C), fraîches en été et des vents forts. Parallèlement l'observatoire de l'environnement en Bretagne publie en 2020 un zonage climatique de la région Bretagne, s'appuyant sur des données de Météo-France de 2009. La commune est, selon ce zonage, dans la zone « Littoral doux », exposée à un climat venté avec des étés cléments.  
Pour la période 1971-2000, la température annuelle moyenne est de 11,4 °C, avec  une amplitude thermique annuelle de 11 °C. Le cumul annuel moyen de précipitations est de 691 mm, avec 12,2 jours de précipitations en janvier et 6,2 jours en juillet. Pour la période 1991-2020, la température moyenne annuelle observée sur la station météorologique la plus proche, située sur la commune de Quintenic à 12 km à vol d'oiseau, est de 11,6 °C et le cumul annuel moyen de précipitations est de 769,8 mm,. Pour l'avenir, les paramètres climatiques de la commune estimés pour 2050 selon différents scénarios d’émission de gaz à effet de serre sont consultables sur un site dédié publié par Météo-France en novembre 2022.

## Urbanisme

### Typologie
Au 1er janvier 2024, Plurien est catégorisée commune rurale à habitat dispersé, selon la nouvelle grille communale de densité à 7 niveaux définie par l'Insee en 2022.
Elle est située hors unité urbaine et hors attraction des villes,.
La commune, bordée par la Manche, est également une commune littorale au sens de la loi du 3 janvier 1986, dite loi littoral. Des dispositions spécifiques d’urbanisme s’y appliquent dès lors afin de préserver les espaces naturels, les sites, les paysages et l’équilibre écologique du littoral, tel le principe d'inconstructibilité, en dehors des espaces urbanisés, sur la bande littorale des 100 mètres, ou plus si le plan local d’urbanisme le prévoit.

### Occupation des sols
L'occupation des sols de la commune, telle qu'elle ressort de la base de données européenne d’occupation biophysique des sols Corine Land Cover (CLC), est marquée par l'importance des territoires agricoles (92,2 % en 2018), en diminution par rapport à 1990 (93,5 %). La répartition détaillée en 2018 est la suivante : 
terres arables (66,2 %), zones agricoles hétérogènes (20,3 %), prairies (5,7 %), zones urbanisées (4,1 %), forêts (2,4 %), milieux à végétation arbustive et/ou herbacée (0,5 %), espaces verts artificialisés, non agricoles (0,4 %), zones humides côtières (0,3 %). L'évolution de l’occupation des sols de la commune et de ses infrastructures peut être observée sur les différentes représentations cartographiques du territoire : la carte de Cassini (XVIIIe siècle), la carte d'état-major (1820-1866) et les cartes ou photos aériennes de l'IGN pour la période actuelle (1950 à aujourd'hui).

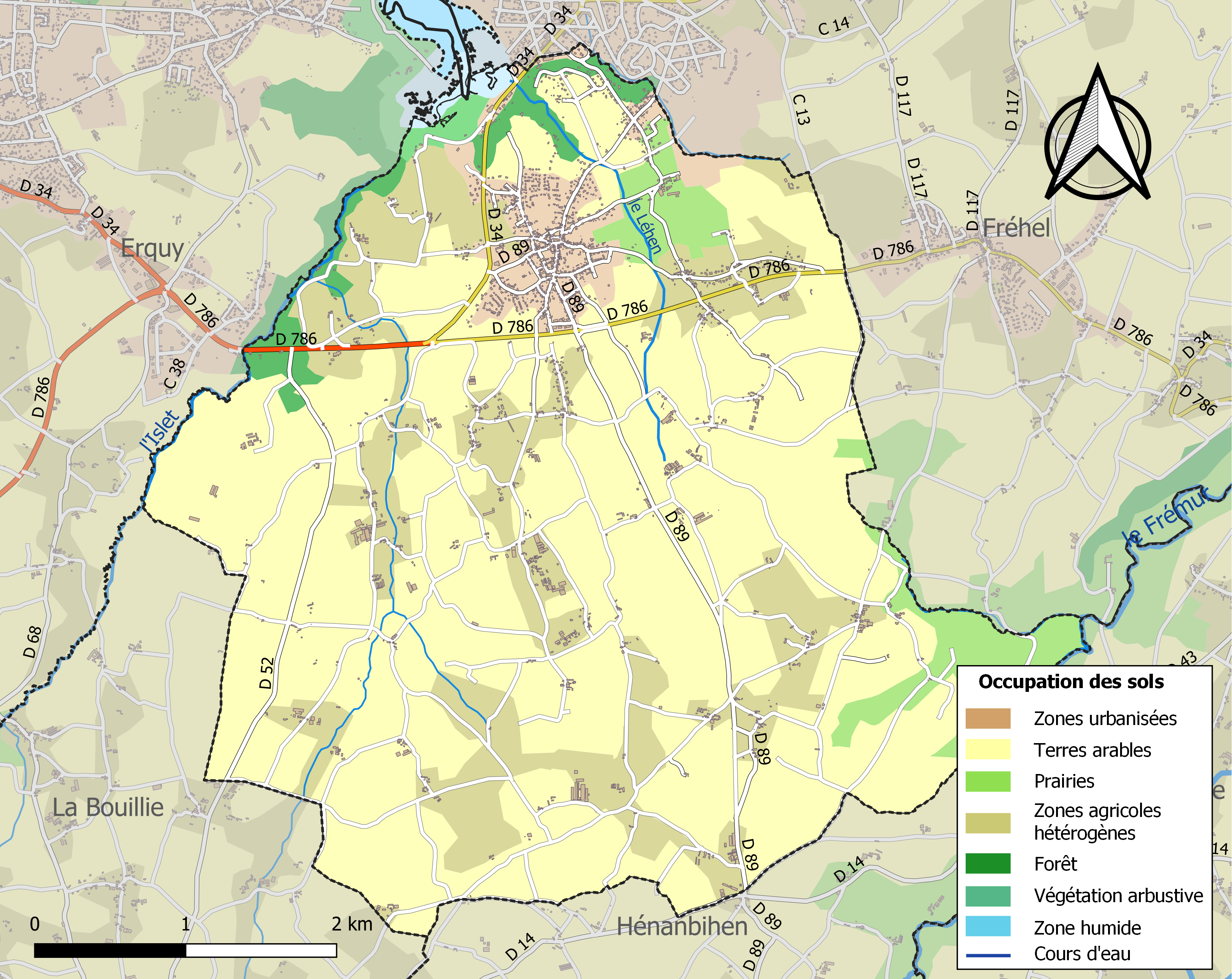
Carte des infrastructures et de l'occupation des sols de la commune en 2018 (CLC).

## Toponymie
Le nom de la localité est attesté sous les formes 1167 : Plurien ; 1169 : Plurien ; 1181 : de Sancto Rihen ; 1263 : Plurian ; 1516 : Plurien.
Le nom de la localité fait partie des nombreux toponymes en ploe « paroisse » en vieux breton (terme issu du latin plebs, plebis > PLEBE), témoignages d'une colonisation brittonique. Il prend occasionnellement la forme Plu- (à côté de Plou-, Ploe-, Plo-, Plé-, Pleu-, Ples-). Il est généralement suivi d'un nom de saint. Dans ce cas, il s'agit de saint Rihen, autrement dit Riain, Ryan ou Rhian, abbé gallois ou encore d'Urien[réf. nécessaire].

## Histoire

### LeXXesiècle
Les guerres du XXe siècle
Le monument aux morts porte les noms de 63 soldats morts pour la Patrie :
- 53 sont morts durant la Première Guerre mondiale ;
- 8 sont morts durant la Seconde Guerre mondiale ;
- 2 sont morts durant la guerre d'Algérie.
- Un civil est mort durant la guerre d'Indochine.

## Politique et administration
| Période       | Période                   | Identité                       | Étiquette | Qualité |
| ------------- | ------------------------- | ------------------------------ | --------- | --- |
| février 1790  | juillet 1790              | Pierre Guesnier                |           | |
| août 1790     | août 1794                 | François Amiot                 |           | Seigneur du Pont de la Motte                                                                                                |
| août 1794     | novembre 1795             | Noël Denis                     |           | |
| novembre 1795 | mars 1797                 | Julien Chenu                   |           | |
| mars 1797     | juin 1797                 | François Amiot                 |           | Seigneur du Pont de la Motte                                                                                                |
| juin 1797     | août 1797                 | Joseph Amiot                   |           | Agriculteur |
| août 1797     | décembre 1797             | François Amiot                 |           | Seigneur du Pont de la Motte                                                                                                |
| décembre 1797 | juillet 1808              | Julien Chenu                   |           | |
| juillet 1808  | octobre 1830              | Louis Chenu                    |           | |
| octobre 1830  | avril 1832                | Mathurin Fouyer                |           | |
| avril 1832    | juillet 1848              | Noël Gesrel                    |           | |
| juillet 1848  | octobre 1876              | Théodore Téveux                |           | |
| octobre 1876  | mai 1890                  | Julien Dobet                   |           | Propriétaire cultivateur |
| mai 1890      | mars 1895                 | Émile Valot                    |           | Capitaine au long cours |
| mars 1895     | mai 1904                  | Amédée Brouard                 |           | Cultivateur |
| mai 1904      | janvier 1915              | Jean Lemercier                 |           | |
| janvier 1915  | avril 1919                | Joseph Lemonnier               |           | Propriétaire cultivateur |
| avril 1919    | mai 1945                  | Jean Lemercier                 |           | |
| mai 1945      | février 1953              | Jean Mainguy                   |           | |
| février 1953  | mars 1977                 | Théodore Amiot                 | SFIO      | Cultivateur, secrétaire de la section socialiste                                                                            |
| mars 1977     | mars 1983                 | Yves Hamon (1913-2006)         |           | Instituteur |
| mars 1983     | juin 1995                 | Rémy Gouédard (1936-2017)      |           | Architecte Conseiller municipal (1977 → 1983)                                                                               |
| juin 1995     | mars 2008                 | Maryvonne Esnault              | DVG       | Professeure des écoles retraitée                                                                                            |
| mars 2008     | octobre 2013 (décès)      | Jean-Michel Logéat (1943-2013) |           | Officier de la Marine, ingénieur commercial Adjoint au maire (2001 → 2008)                                                  |
| novembre 2013 | mars 2014                 | Maryvonne Esnault              | DVG       | Professeure des écoles retraitée Première adjointe au maire (2008 → 2013) Vice-présidente de la CC de la Côte de Penthièvre |
| mars 2014     | En cours (au 25 mai 2020) | Jean-Pierre Omnès              | UDI       | Conducteur de travaux retraité 9e vice-président de Lamballe Terre et Mer (2020 → )                                         |

## Population et société

### Démographie
L'évolution du nombre d'habitants est connue à travers les recensements de la population effectués dans la commune depuis 1793. Pour les communes de moins de 10 000 habitants, une enquête de recensement portant sur toute la population est réalisée tous les cinq ans, les populations de référence des années intermédiaires étant quant à elles estimées par interpolation ou extrapolation. Pour la commune, le premier recensement exhaustif entrant dans le cadre du nouveau dispositif a été réalisé en 2006.

En 2022, la commune comptait 1 513 habitants, en évolution de +0,27 % par rapport à 2016 (Côtes-d'Armor : +1,78 %, France hors Mayotte : +2,11 %).
| 1793  | 1800  | 1806  | 1821  | 1831  | 1836  | 1841  | 1846  | 1851  |
| ----- | ----- | ----- | ----- | ----- | ----- | ----- | ----- | ----- |
| 1 036 | 1 050 | 1 121 | 1 054 | 1 206 | 1 171 | 1 326 | 1 302 | 1 274 |

| 1856  | 1861  | 1866  | 1872  | 1876  | 1881  | 1886  | 1891  | 1896  |
| ----- | ----- | ----- | ----- | ----- | ----- | ----- | ----- | ----- |
| 1 308 | 1 358 | 1 446 | 1 452 | 1 492 | 1 509 | 1 516 | 1 526 | 1 402 |

| 1901  | 1906  | 1911  | 1921  | 1926  | 1931  | 1936  | 1946  | 1954  |
| ----- | ----- | ----- | ----- | ----- | ----- | ----- | ----- | ----- |
| 1 518 | 1 506 | 1 516 | 1 290 | 1 338 | 1 292 | 1 297 | 1 235 | 1 181 |

| 1962  | 1968  | 1975  | 1982  | 1990  | 1999  | 2006  | 2011  | 2016  |
| ----- | ----- | ----- | ----- | ----- | ----- | ----- | ----- | ----- |
| 1 241 | 1 263 | 1 350 | 1 309 | 1 289 | 1 235 | 1 354 | 1 437 | 1 509 |

| 2021  | 2022  | - | - | - | - | - | - | - |
| ----- | ----- | - | - | - | - | - | - | - |
| 1 528 | 1 513 | - | - | - | - | - | - | - |

## Culture locale et patrimoine

### Lieux et monuments
- Église Saint Pierre (XIe – XIXe siècle). L'édifice a conservé de l'époque romane une longue nef  bâtie au XIe siècle, qui se caractérise par ses contreforts plat et ses petites fenêtres à linteau monolithique. Le mur nord a conservé ses dispositions d’origine[29]. Le mur sud a été profondément modifié : au XVIIe siècle, on le dote d’un porche sud du XVe siècle en réemploi, appelé « le Chapitré », et on le perce de larges baies au XVIIIe siècle après avoir rebouché les fenêtres romanes. La nef est prolongée vers l’est au XVe siècle, doublant la longueur de l'édifice. À l'intérieur, la jonction des deux parties est marquée par un arc diaphragme brisé surmonté à l'extérieur d’un clocher peigne à deux baies accessible par un escalier rampant. L'édifice s'achève par un chevet plat percé par une fenêtre axiale et une chapelle en retour au sud. Il est couvert d’une charpente en berceau brisé. La tour-porche à l’ouest a été édifiée en 1835[30]. Elle contient plusieurs éléments de mobilier classé[31].

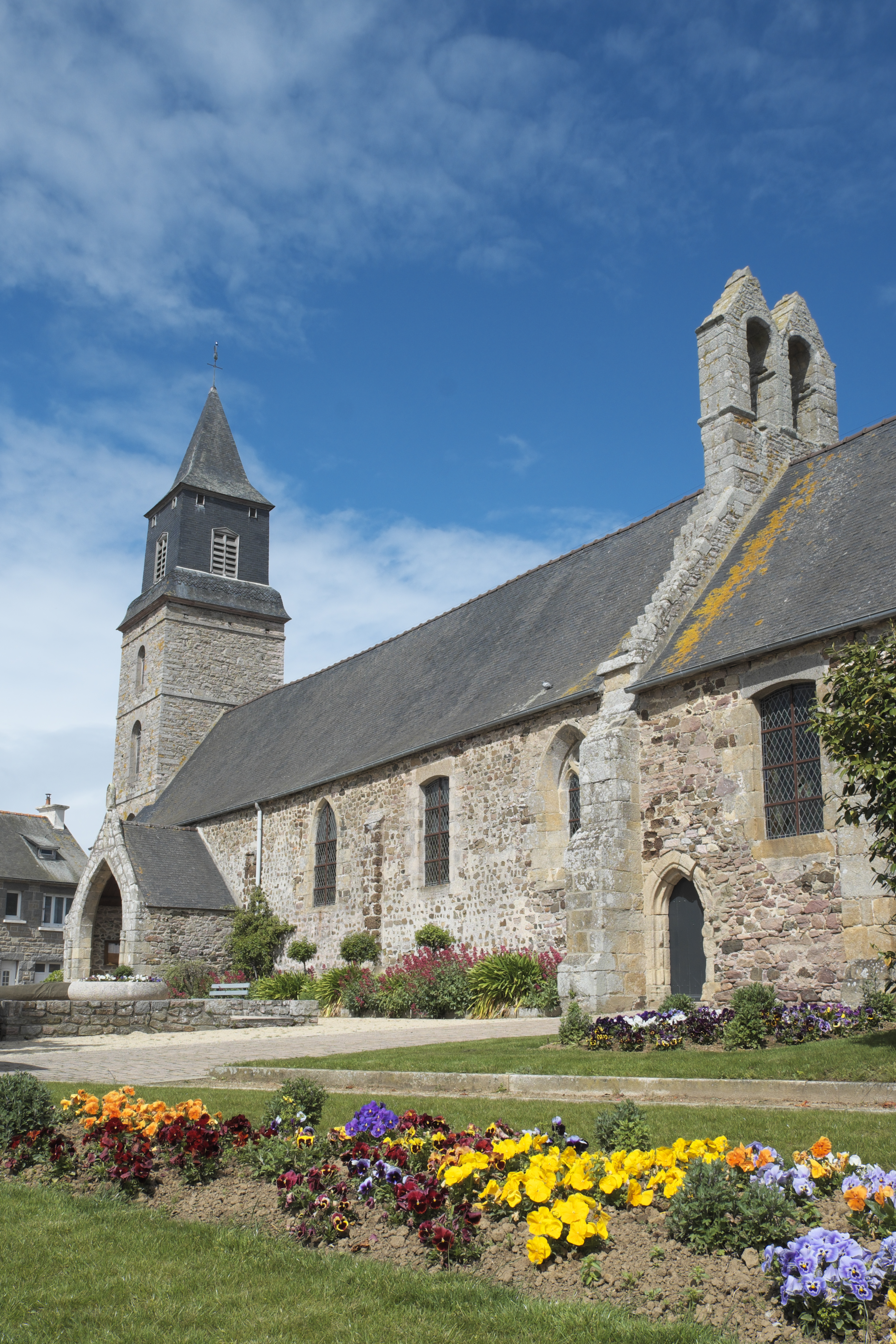
Côté sud de l'église.
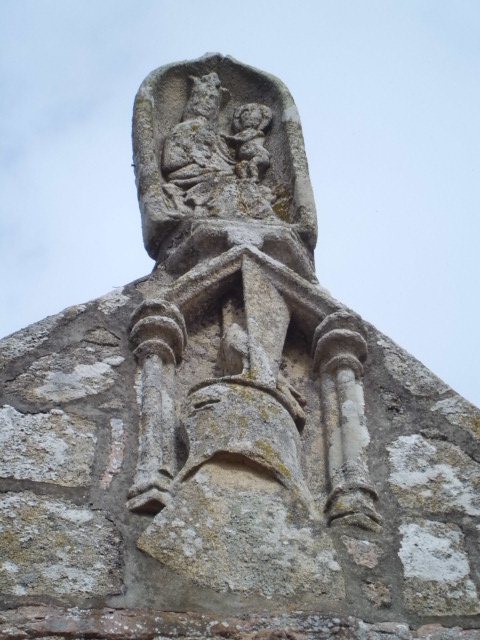
Détail sculpture, Vierge à l'Enfant, sur le porche sud.
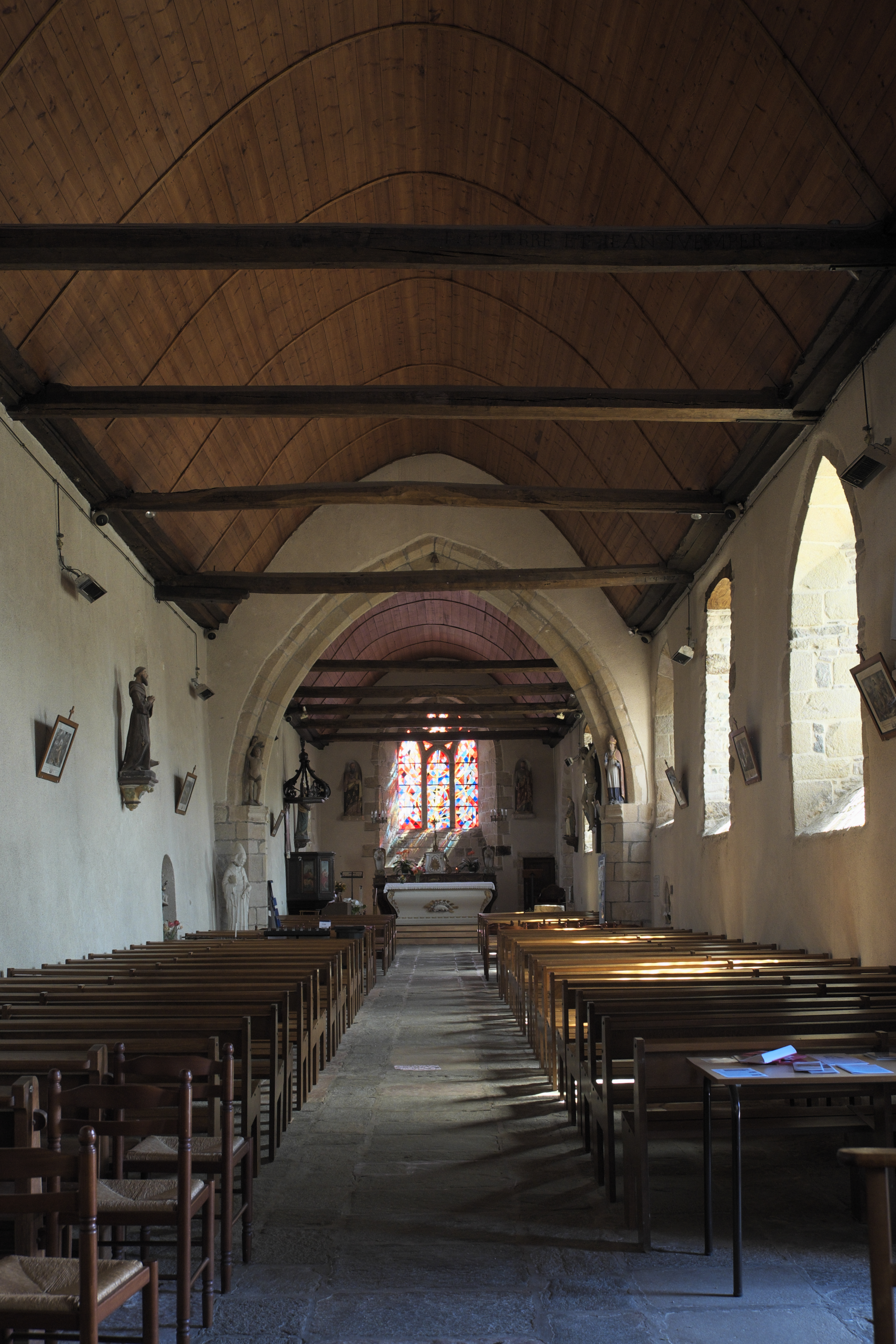
La nef romane et l'arc diaphragme.
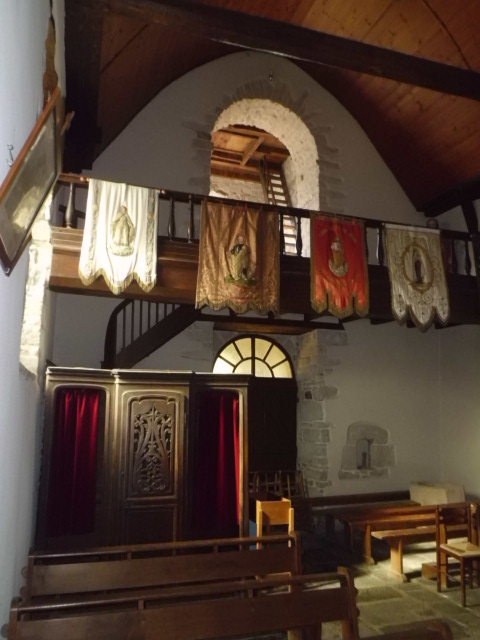
Revers de façade occidentale.

- Station balnéaire de Sables d'Or les Pins : une petite partie de la station se trouve sur la commune (la majeure partie étant sur la commune de Fréhel).